# Neocompsa bimaculata
Neocompsa bimaculata är en skalbaggsart som beskrevs av Martins och Dilma Solange Napp 1986. Neocompsa bimaculata ingår i släktet Neocompsa och familjen långhorningar.
Artens utbredningsområde är:
- Costa Rica.
- Guatemala.
- Honduras.

Inga underarter finns listade i Catalogue of Life.